# Deutsche Nordische Skimeisterschaften 1956

Logo des Deutschen Skiverbands

Die 39. Deutschen Nordischen Skimeisterschaften fanden vom 15. bis 19. Februar 1956 im hessischen Willingen statt. Die Sprungläufe fanden auf der Mühlenkopfschanze statt.

## Skilanglauf

### Frauen

#### 10 km
| Platz | Name             | Ort       | Zeit (h) |
| ----- | ---------------- | --------- | -------- |
| 01    | Rita Czech-Blasl | Freiburg  | 0:43:40  |
| 02    | Steffi Köhrer    | Degenfeld | 0:44:14  |
| 03    | Julie Lang       | Weinheim  | 0:47:34  |
| 04    | Ute Röder        | Stuttgart | 0:48:25  |

Datum: Donnerstag, 16. Februar 1956

#### Verbandsstaffel
| Platz | Name                               | Verband         | Zeit (h) |
| ----- | ---------------------------------- | --------------- | -------- |
| 01    | Ute Röder Julie Lang Steffi Köhrer | Schwaben        | 1:13:38  |
| 02    | Rita Czech-Blasl                   | Schwarzwald     | 1:15:23  |
| 03    |                                    | Westdeutschland | 1:27:29  |

Datum: Freitag, 17. Februar 1956

### Männer

#### 15 km
| Platz | Name            | Ort           | Zeit (h) |
| ----- | --------------- | ------------- | -------- |
| 01    | Rudolf Kopp     | Reit im Winkl | 0:56:53  |
| 02    | Helmut Hagg     | Immenstadt    | 0:57:33  |
| 03    | Xaver Hindelang | Nesselwang    | 0:58:23  |
| 04    | Helmut Böck     | Nesselwang    | 0:58:25  |

Datum: Samstag, 18. Februar 1956

#### 30 km
| Platz | Name           | Ort           | Zeit (h) |
| ----- | -------------- | ------------- | -------- |
| 01    | Helmut Hagg    | Immenstadt    | 2:04:39  |
| 02    | Hermann Möchel | Mannheim      | 2:05:16  |
| 03    | Toni Haug      | Unterjoch     | 2:06:45  |
| 04    | Rudolf Kopp    | Reit im Winkl | 2:08:24  |

Datum: Mittwoch, 15. Februar 1956

#### Verbandsstaffel
| Platz | Name                                                | Verband       | Zeit (h) |
| ----- | --------------------------------------------------- | ------------- | -------- |
| 01    | Xaver Hindelang Helmut Böck Helmut Hagg Rudolf Kopp | Bayern I      | 2:40:59  |
| 02    | Karl Vogel Bernhard Drexl Heinz Hauser Toni Haug    | Bayern II     | 2:46:21  |
| 03    | August Hitz                                         | Schwarzwald I | 2:46:39  |

Datum: Sonntag, 19. Februar 1956

## Nordische Kombination

### Einzel
| Platz | Name           | Ort           | Sprungpunkte | Laufpunkte | Gesamtpunkte |
| ----- | -------------- | ------------- | ------------ | ---------- | ------------ |
| 01    | Heinz Hauser   | Reit im Winkl | 212,5        | 241,3      | 453,8        |
| 02    | Helmut Böck    | Nesselwang    | 199,5        | 244,0      | 443,5        |
| 03    | Eberhard Plenk | Ruhpolding    | 195,0        | 230,3      | 425,3        |
| 04    | Bernhard Drexl | Bayrischzell  |              |            | 422,5        |

Datum: Freitag, 17. Februar und Samstag, 18. Februar 1956

## Skispringen

### Großschanze
| Platz | Name               | Ort           | Weite 1 | Weite 2 | Punkte |
| ----- | ------------------ | ------------- | ------- | ------- | ------ |
| 01    | Max Bolkart        | Oberstdorf    | 88,5 m  | 85,5 m  | 232,2  |
| 02    | Josef Kleisl       | Partenkirchen | 81,5 m  | 80,5 m  | 214,6  |
| 03    | Toni Brutscher     | Oberstdorf    | 79,5 m  | 74,5 m  | 211,7  |
| 04    | Georg Thoma        | Hinterzarten  | 78,5 m  | 76,0 m  | 203,1  |
| 05    | Hermann Anwander   | Oberstdorf    | 76,0 m  | 73,0 m  | 201,2  |
| 06    | Sepp Hohenleitner  | Partenkirchen | 69,5 m  | 69,5 m  | 190,2  |
| 07    | Edi Heilingbrunner | Gmund         | 67,5 m  | 67,5 m  | 188,0  |
| 08    | Hans Leppert       | Bischofsgrün  | 68,5 m  | 70,5 m  | 186,2  |
| 09    | Franz Hörterer     | Reit im Winkl | 69,0 m  | 69,5 m  | 183,3  |
| 10    | Toni Landenhammer  | Hinterzarten  | 65,5 m  | 68,0 m  | 179,3  |

Datum: Sonntag, 19. Februar 1956